# راسموس ماغي
راسموس ماغي (بالإستونية: Rasmus Mägi)‏ مواليد 4 مايو 1992 في تارتو، هو قافز موانع إستوني متخصص في 400 متر حواجز. مثل بلاده في الأولمبياد.

## سجل المنافسة
| العام        | المسابقة                                      | المكان       | المركز       | حدث                 | ملاحظة       |
| يمثل إستونيا | يمثل إستونيا                                  | يمثل إستونيا | يمثل إستونيا | يمثل إستونيا        | يمثل إستونيا |
| ------------ | --------------------------------------------- | ------------ | ------------ | ------------------- | ------------ |
| 2009         | بطولة العالم للشباب لألعاب القوى 2009         | إيطاليا      | 13           | 400 م حواجز (84 سم) | 53.97        |
| 2010         | بطولة العالم للناشئين لألعاب القوى 2010       | مونكتون      | 36           | 400 م حواجز         | 53.86        |
| 2011         | بطولة أوروبا لألعاب القوى داخل الصالات 2011   | باريس        | 22           | 400 م               | 48.49        |
| 2011         | بطولة أوروبا لألعاب القوى للناشئين 2011       | تالين        | 4            | 400 م حواجز         | 50.63        |
| 2011         | ألعاب جامعية صيفية 2011                       | شنجن (الصين) | 9            | 400 م حواجز         | 50.14        |
| 2012         | بطولة أوروبا لألعاب القوى 2012                | هلسنكي       | 5            | 400 م حواجز         | 50.01        |
| 2012         | ألعاب القوى في الألعاب الأولمبية الصيفية 2012 | لندن         | 27           | 400 م حواجز         | 50.05        |
| 2013         | بطولة أوروبا لألعاب القوى تحت 23 سنة 2013     | تامبيري      | 3            | 400 م حواجز         | 49.19        |
| 2013         | بطولة العالم لألعاب القوى 2013                | موسكو        | 16           | 400 م حواجز         | 49.42        |
| 2014         | بطولة أوروبا لألعاب القوى 2014                | زيورخ        | 2            | 400 م حواجز         | 49.06        |
| 2015         | بطولة العالم لألعاب القوى 2015                | بكين         | 13           | 400 م حواجز         | 48.76        |

## روابط خارجية
- راسموس ماغي على موقع الاتحاد الدولي لألعاب القوى (الإنجليزية)
- راسموس ماغي على موقع الاتحاد الأوروبي لألعاب القوى (الإنجليزية)
- راسموس ماغي على موقع الدوري الماسي (الإنجليزية)
- راسموس ماغي على موقع اللجنة الأولمبية الدولية (الإنجليزية)
- راسموس ماغي على موقع أوليمبيديا (الإنجليزية)